# Mouvement social révolutionnaire
 (mai 2017).
Le Mouvement social révolutionnaire était un parti d'inspiration fasciste, fondé à Paris en 1940. Son acronyme MSR se comprenait « aime et sers ».

## Histoire

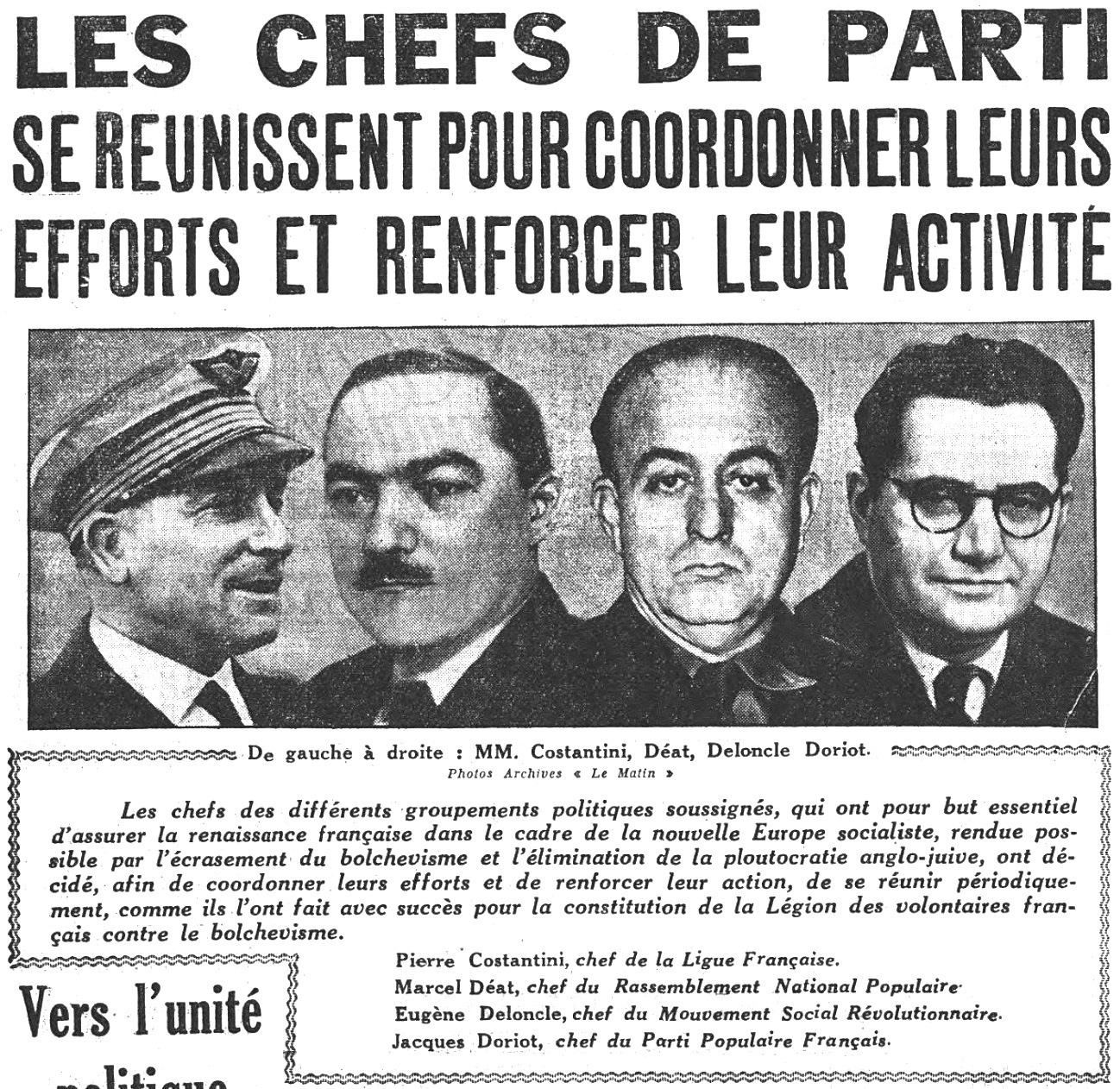
Les chefs des principaux partis collaborationnistes en 1941. De gauche à droite : Costantini (Ligue française), Déat (RNP), Deloncle (Mouvement social révolutionnaire) et Doriot (PPF),
photographies parues dans Le Matin, no 20992, 10 octobre 1941.

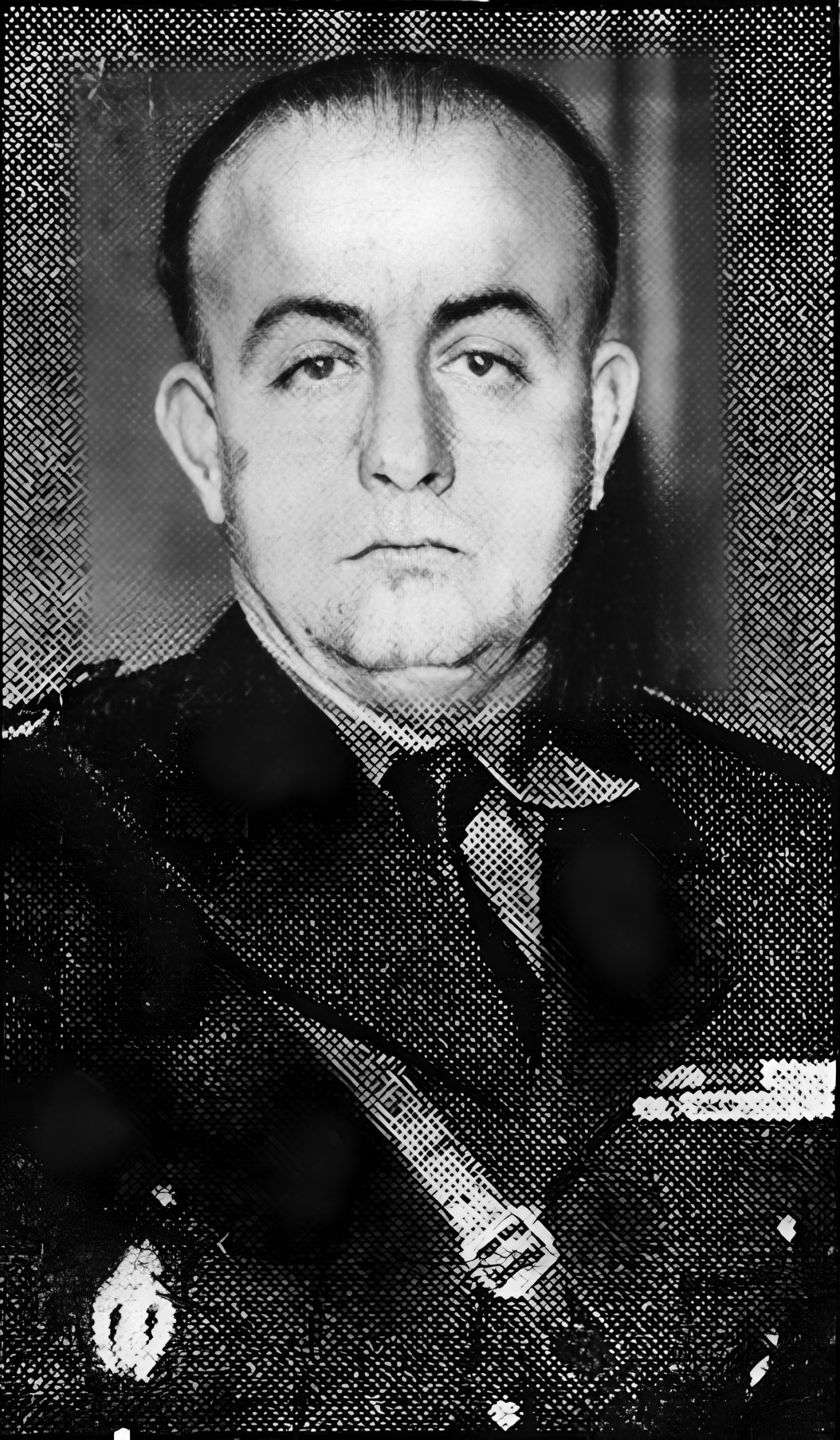
Eugène Deloncle revêtu de l'uniforme noir de la Légion nationale populaire, service de sécurité du Rassemblement national populaire (juillet 1941).

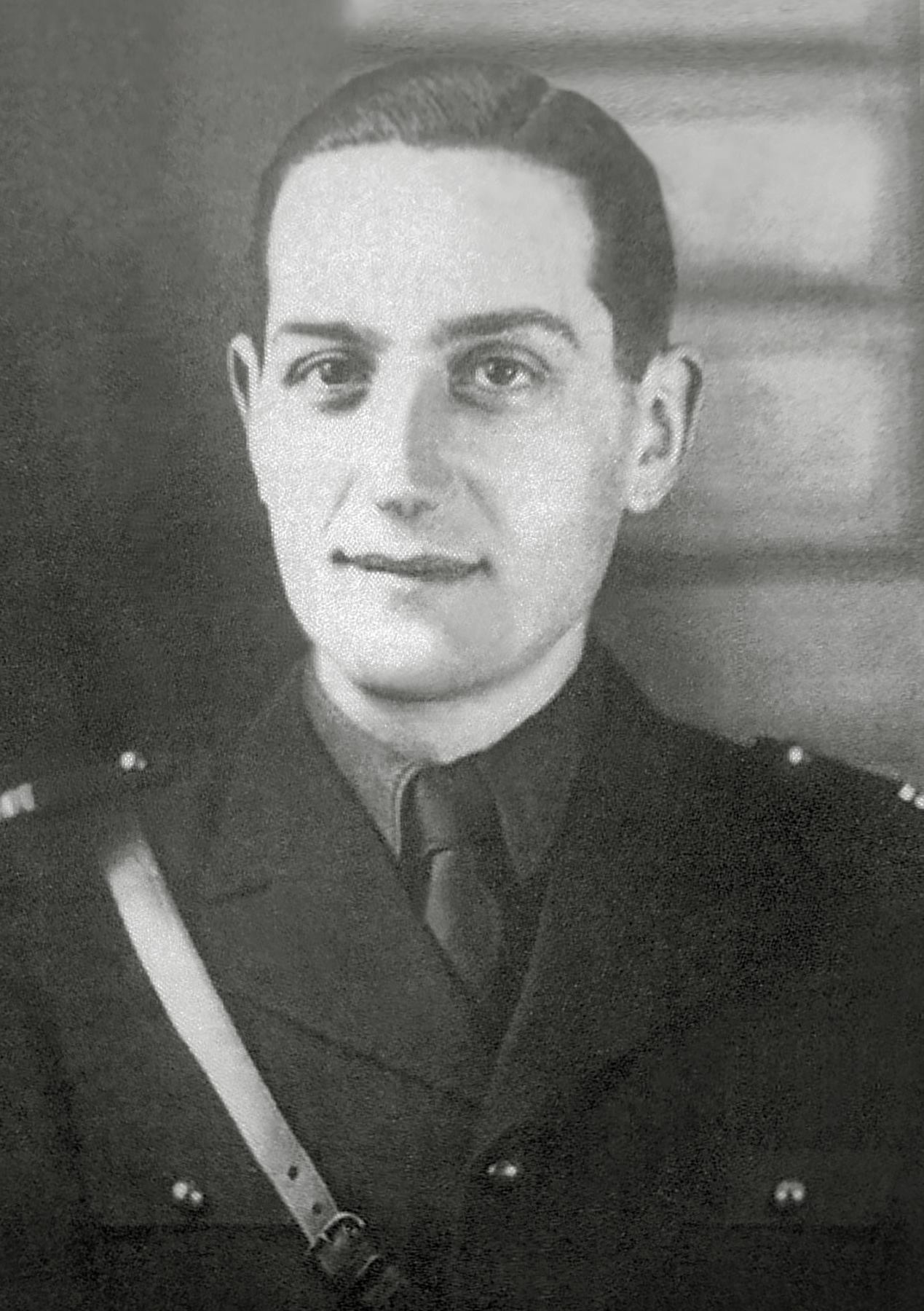
Jacques Corrèze, chef de l'organisation territoriale parisienne du MSR (mars 1941).

Fondé par Eugène Deloncle, ancien chef de la Cagoule, et Eugène Schueller, propriétaire du groupe L'Oréal, le mouvement regroupait nombre d'anciens cagoulards (Jean Filiol, Jacques Corrèze, etc.), des patrons de droite tel Georges Laederich, mais aussi des personnalités venues d'autres horizons, comme Jean Fontenoy. Son orientation était d'inspiration fasciste et plutôt collaborationniste que purement vichyste.
Le programme de l’organisation, approuvé par Otto Abetz, ambassadeur du Reich, indique : « Nous voulons construire la nouvelle Europe en coopération avec l’Allemagne nationale-socialiste et toutes les autres nations européennes libérées comme elles du capitalisme libéral, du judaïsme, du bolchévisme et de la franc-maçonnerie (...), donner aux juifs qui seront conservés en France un statut sévère les empêchant de polluer notre race. »
Le siège se trouvait 141, boulevard Haussmann à Paris. L'organe du mouvement était la revue Révolution nationale, animée notamment par l'écrivain Lucien Combelle.
Actif surtout à Paris, le MSR se voulait un concurrent du Parti populaire français (PPF), et était proche du Rassemblement national populaire (RNP) de Marcel Déat, avec lequel il fusionna en février 1941, mais la rupture fut consommée dès le mois d'octobre. Le 22 juin 1941, l'Allemagne entre en guerre contre l'URSS. Un mois plus tard, Deloncle et Schueller fondent la Légion des volontaires français contre le bolchevisme (LVF) que certains de ses militants rejoignent sur le front de l'Est.
En 1942, une fraction du MSR menée par Georges Soulès et Jehan de Castellane, chef du SR du mouvement, exclut Deloncle du parti, et se rapproche de la Résistance. Grâce à Jehan de Castellane et à son ami Bénouville, Raymond Richard, policier contrôlé par l'Abwehr, entre en contact avec René Hardy envoyé de Bénouville en zone Nord, ce qui concourt sans doute à l'arrestation de Jean Moulin.
Le 27 août 1941, jour d'une cérémonie de départ d'un contingent de la LVF vers le front russe, un attentat contre Pierre Laval a lieu. L'auteur, originaire de Caen, s'appelle Paul Collette, ancien Camelot du Roi. 
Le Mouvement social révolutionnaire disparut en 1944.

## Membres
- Georges Soulès, dit Raymond Abellio
- Henry Charbonneau
- Jehan de Castellane, ami intime de Pierre de Bénouville avec lequel il est inhumé au cimetière de Passy dans un caveau spécialement aménagé sur ses instructions[3]
- Robert Denoël, éditeur, membre du comité directeur
- Lucien Dehan
- Jean Fontenoy
- Maurice Fourcade, secrétaire général
- André Mahé
- Eugène Schueller
- Jean Filiol
- Louis Emile Mathis, chef en zone occupée de la Saône-et-Loire, condamné à mort le 23 novembre 1945, fusillé le 11 mai 1946 à Châlon-sur-Saône
- Michel Harispe, condamné à mort pour trahison le 9 octobre 1948 par la Cour de Justice de la Seine lors du procès du M.S.R[4].
- Guy Delioux, condamné à mort pour trahison le 9 octobre 1948 par la Cour de Justice de la Seine lors du procès du M.S.R[4].
- Charles Gaudiot, condamné à mort pour trahison le 9 octobre 1948 par la Cour de Justice de la Seine lors du procès du M.S.R[4].
- Edouard Locquet, condamné à 20 ans de travaux forcés le 9 octobre 1948 par la Cour de Justice de la Seine lors du procès du M.S.R[4].
- Jean Macon, condamné à 20 ans de travaux forcés le 9 octobre 1948 par la Cour de Justice de la Seine lors du procès du M.S.R[4].